# Brummen
Brumenn este o comună și o localitate în provincia Gelderland, Țările de Jos. 

## Localități componente
Brummen, Eerbeek, Empe, Hall, Leuvenheim, Oeken, Tonden, Voorstonden.